# Anoda pentaschista
Anoda pentaschista är en malvaväxtart som beskrevs av Asa Gray. Anoda pentaschista ingår i släktet glansmalvor, och familjen malvaväxter. Inga underarter finns listade i Catalogue of Life.